# Ferrovie dello Stato Italiane

Logo

Ferrovie dello Stato Italiane S.p.A., känt som Ferrovie dello Stato (FS), är ett italienskt statsägt företag som sköter den statliga italienska järnvägen. Ferrovie dello Stato (FS) grundades 21 april 1905 och har sitt huvudkontor i Rom. Dotterbolaget Trenitalia är den största tågoperatören i Italien.
Ferrovie dello Stato grundades 1905 och tog då över majoriteten av de olika privatjärnvägarna i Italien. Chefen för Ferrovie dello Stato utsågs av regeringen. Efter andra världskriget var nätet till stora delar förstört och fordonsparken kraftigt föråldrad. 1952 var nästan hela järnvägsdriften åter i drift och nya tåg köptes in.

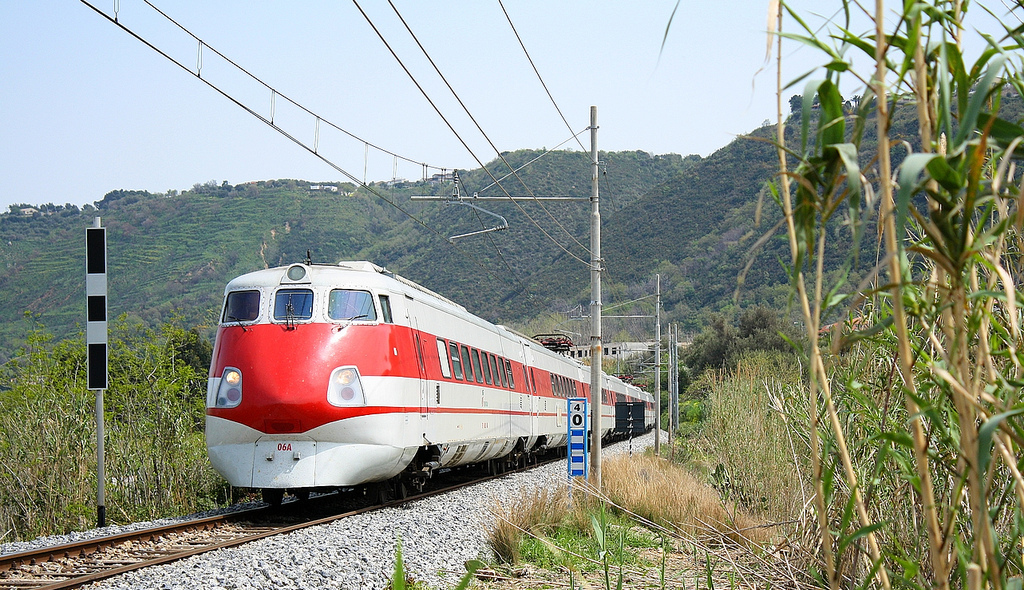
Ett äldre Pendolino av typen ETR 450.

Under början av 1970-talet tog tågtillverkaren Fiat Ferroviaria på eget initiativ fram en lutningsbar motorvagn och under 1976 levererades ett motorvagnståg om fyra vagnar till Ferrovie dello Stato med beteckningen ETR 401. Under 1985 beställde Ferrovie dello Stato den första serieleveransen av Pendolino som bestod av fyra stycken elvavagnars ETR 450-tågsätt.
1985 bytte verksamheten namn från Azienda Autonoma delle Ferrovie dello Stato till Ferrovie dello Stato. Under 1980- och 1990-talet genomfördes omfattande strukturförändringar där verksamheten delades upp i olika divisioner och antalet anställda minskades kraftigt. 1992 följde en formell privatisering under namnet Ferrovie dello Stato SpA. 2000 följde uppdelningen av trafikverksamheten som lades i bolaget Trenitalia och Rete Ferroviaria Italiana som har hand om nätet.